# Wacław Szetelnicki
Wacław Szetelnicki (ur. 7 czerwca 1916 w Słobódce Dżuryńskiej, zm. 19 listopada 1996 we Wrocławiu) – polski ksiądz katolicki, doktor, infułat, kanclerz Kurii Arcybiskupiej we Wrocławiu, historyk, pastoralista, silesianista, znawca kresów wschodnich, ostatni żyjący członek kapituły wrocławskiej reaktywowanej 29 maja 1952.

## Życiorys

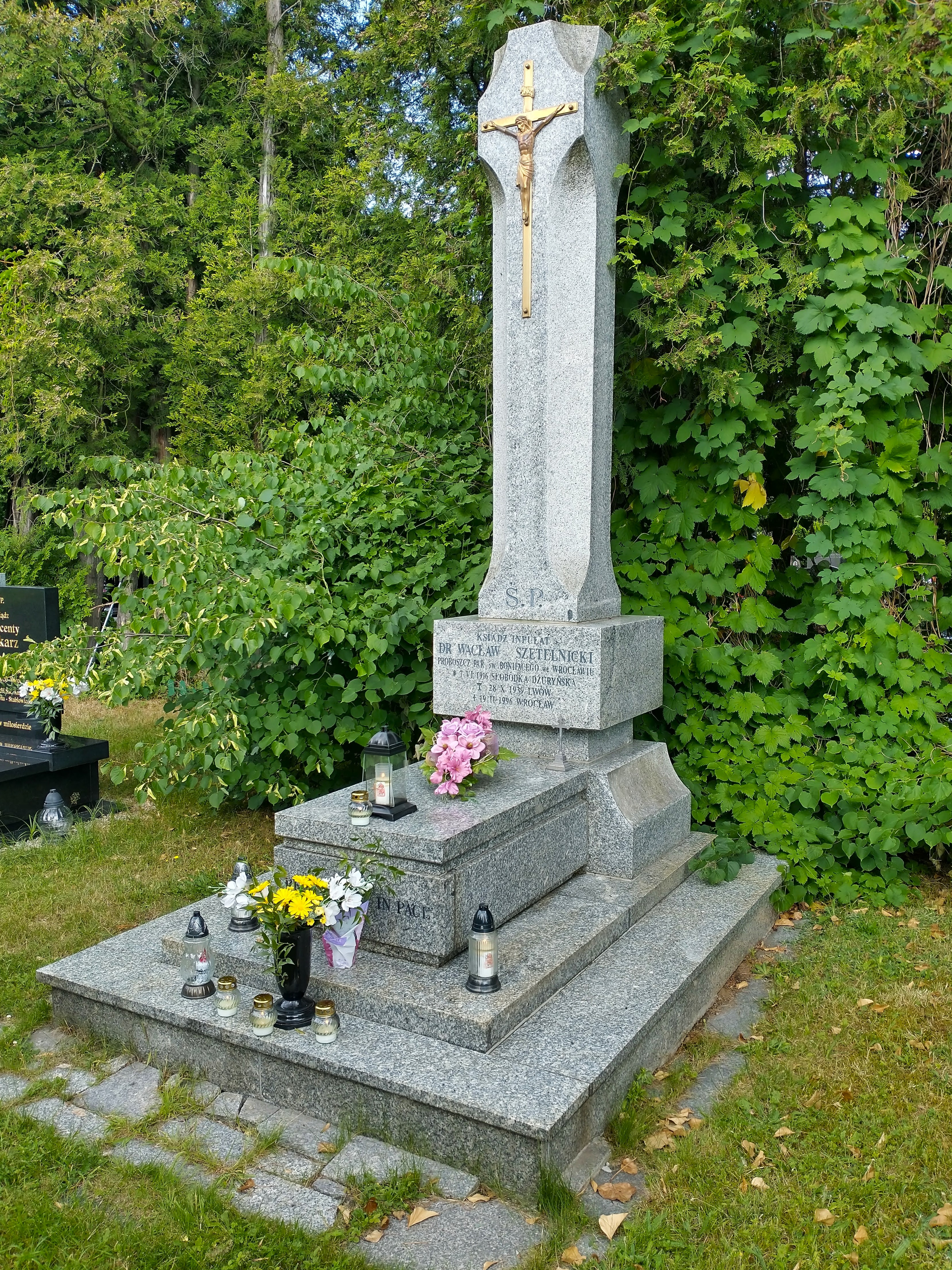
Grób na Cmentarzu Osobowickim we Wrocławiu

Święcenia kapłańskie odebrał w 28 października 1939 we Lwowie. Po zakończeniu II wojny światowej działał początkowo na Opolszczyźnie i Górnym Śląsku (Bytom, Koźle), a od 1946 we Wrocławiu (najpierw w parafii św. Maurycego, a następnie parafii św. Bonifacego, gdzie w 1951 został proboszczem). Był inwigilowany przez komunistów, przesłuchiwany we wrocławskim Wydziale do Spraw Wyznań, szantażowany, a także bezskutecznie nakłaniany do współpracy z ruchem księży patriotów. Od 7 kwietnia 1957 do 31 lipca 1969 pełnił urząd kanclerza Kurii Arcybiskupiej we Wrocławiu. Parafia św. Bonifacego stała się za jego zarządu jedną z najbardziej dynamicznych i wzorowych na obszarze archidiecezji. Bardzo doceniał go z tego powodu biskup Paweł Latusek, ekspert w dziedzinie teologii duszpasterskiej.
Będąc kanclerzem kurii dogłębnie poznał historię i specyfikę duszpasterstwa na terenach Dolnego Śląska, co było podstawą jego działalności naukowej i publicystycznej. Zebrał znaczące zasoby archiwalne. Specjalizował się głównie w śląskiej problematyce pastoralnej, ale był też zainteresowany katolicyzmem na kresach wschodnich, zwłaszcza w diecezji lwowskiej. Jego prace z czasem okazały się ponadczasowe, oparte na bardzo solidnych kwerendach archiwalnych, co nie było łatwe, szczególnie w przypadku prac na temat zaanektowanych przez sowietów terenów II Rzeczypospolitej.

## Prace
Do prac jego autorstwa należą m.in.:
- Parafia Św. Bonifacego we Wrocławiu: tom 1 (w latach 1945–1970), tom 2 (w latach 1970–1985), Rzym, 1970–1987,
- Nawiedzenie Obrazu Matki Boskiej Częstochowskiej w Archidiecezji Wrocławskiej (Rzym, 1971),
- Odbudowa kościołów w Archidiecezji Wrocławskiej w latach 1945–1972 (Rzym, 1975), autor podczas pracy przebadał 167 archiwów parafialnych,
- Zapomniany lwowski bohater ks. Stanisław Franki (Rzym, 1983),
- Lwowianin na drogach świata. Władysław Kardynał Rubin (Rzym, 1986)[4],
- Kapituła Metropolitalna we Wrocławiu w latach 1952–1993 (Wrocław, 1994)[3].